# اورکریچ
اورکریچ (به انگلیسی: Evercreech) یک روستا و محله مدنی در بریتانیا است که در مندیپ واقع شده‌است. اورکریچ ۲٬۳۳۴ نفر جمعیت دارد.